# بیب‌تک
بیب‌تک (به انگلیسی: BibTeX) نام یک نرم‌افزار مدیریت مرجع و نیز قالب پروندهٔ مرتبط با آن است که در سطح اینترنت به طور گسترده برای ارائهٔ اطلاعات کتاب‌شناسی به کار می‌رود. این برنامه نخستین بار توسط اُرِن پاتاشنیک و لِزلی لَمپورت  در سال 1985 برای سامانهٔ آماده‌سازی پرونده‌های لاتک معرفی شد. پرونده‌های بیب‌تک قالبی گسترش‌پذیر دارند و اطلاعات در آن‌ها به صورت پارامتر و مقدار مشخص می‌شود (مانند نام نویسنده، عنوان و . . .) نرم‌افزار بیب‌تک پارامترهایی را که برایش تعریف نشده باشند نادیده می‌گیرد.

## ساختار پرونده‌های بیب‌تک
بیب‌تک به صورت استاندارد از انواع اسناد زیر پشتیبانی می‌کند:
| ورودی استاندارد | توضیح                                                           |
| --------------- | --------------------------------------------------------------- |
| article         | برای اشاره به مقاله‌های یک ژورنال یا مجله به کار می‌رود           |
| book            | برای اشاره به کتابی که ناشر مشخصی دارد                          |
| booklet         | (کتابچه) برای اشاره به کتابی که ناشر یا اسپانسر مشخصی ندارد     |
| conference      | همسان با نوع inproceedings                                      |
| inbook          | برای اشاره به بخشی از کتاب (مثلاً تعدادی از صفحه‌ها یا فصل)       |
| incollection    | بخشی از کتاب که عنوان مجزایی دارد                               |
| inproceedings   | مقاله‌ای از همایش‌نامهٔ یک فراهمایی                                |
| manual          | مستندات فنی                                                     |
| mastersthesis   | پایان‌نامهٔ کارشناسی ارشد                                         |
| misc            | متفرقه                                                          |
| phdthesis       | رسالهٔ دکترا                                                     |
| proceedings     | همایش‌نامه‌های یک فراهمایی                                        |
| techreport      | گزارش‌های منتشرشده توسط یک مؤسسه که معمولاً دارای شمارهٔ سری هستند |
| unpublished     | سندی که عنوان و نویسنده دارد، اما به صورت رسمی منتشر نشده است   |

هر یک از انواع اسناد یادشده در بالا ممکن است یک یا چند مورد از پارامترهای زیر را استفاده کنند:
| فیلد         | کاربرد |
| ------------ | --- |
| address      | معمولاً برای درج نشانی ناشر یا مؤسسهٔ مشابه به کار می‌رود، برای ناشران سرشناس معمولاً استفاده نمی‌شود                      |
| annote       | برای حاشیه‌نویسی به کار می‌رود ولی در سبک‌های پیش‌فرض کاربردی ندارد، اما ممکن است در سبک‌های خاصی از کتاب‌نگاری استفاده شود |
| author       | نام نویسنده (باید در قالب تعریف‌شده برای لاتک وارد شود)                                                                |
| booktitle    | عنوان بخشی از کتاب که می‌خواهیم از آن یاد کنیم، اگر کل کتاب منظور باشد از title استفاده می‌شود                          |
| chapter      | شمارهٔ بخش یا فصل |
| crossref     | کلید دادگان برای مدخلی که می‌خواهیم به آن ارجاع دهیم                                                                   |
| edition      | ویرایش (باید یک عدد ترتیبی باشد، مثلاً «دوم»)                                                                          |
| editor       | ویراستار(ان) کتاب |
| howpublished | روش انتشار |
| institution  | مؤسسهٔ پشتیبان سند منتشرشده                                                                                            |
| journal      | عنوان یک ژورنال |
| key          | برای زمانی که نام نویسنده وجود نداشته باشد و برای مواردی چون ترتیب الفبایی و ایجاد برچسب به کار می‌رود                 |
| month        | ماه انتشار، برای آثار منتشرنشده: ماه نگارش                                                                            |
| note         | هرگونه اطلاعات دیگری که برای خوانند مفید باشد                                                                         |
| number       | شمارهٔ ژورنال، مجله، گزارش فنی یا آثار دیگری که به صورت سری منتشر می‌شوند.                                              |
| organization | سازمانی که سند را منتشر کرده است یا پشتیبان یک فراهمایی بوده است                                                      |
| pages        | شمارهٔ صفحه/صفحه‌ها یا بازه‌ای از صفحه‌ها مانند: 42--111 یا 7,41,73--97 یا 43+                                            |
| publisher    | ناشر |
| school       | نام دانشگاهی که پایان‌نامه در آن نگاشته شده است                                                                        |
| series       | شمارهٔ سری یک مجموعه‌کتاب.                                                                                              |
| title        | عنوان |
| type         | نوع یک گزارش فنی (مثلاً «یادداشت پژوهشی»)                                                                              |
| volume       | جلد یک ژورنال یا کتاب چندجلدی                                                                                         |
| year         | سال انتشار (یا نگارش برای آثار منتشرنشده)                                                                             |

برخی از فیلدهای رایج دیگر عبارتند از:
| فیلد      | کاربرد                                     |
| --------- | ------------------------------------------ |
| URL       | نشانی وب                                   |
| ISBN      | شابک                                       |
| ISSN      | شاپا                                       |
| LCCN      | شماره کنترل کتابخانه کنگره                 |
| abstract  | چکیده‌ای از اثر                             |
| keywords  | کلیدواژه‌های اثر (برای جستجو یا حاشیه‌نویسی) |
| price     | قیمت                                       |
| copyright | اطلاعات حق نشر                             |
| language  | زبان سند                                   |
| contents  | فهرست محتویات                              |

‎@STRING دستوری ویژه است که برای تعریف کوته‌نوشت‌ها به کار می‌رود، برای مثال ‎@string{jgg1 = "Journal of Gnats and Gnus, Series~1"}‎، مقدار jgg1 را به عنوان کوته‌نوشتی برای Journal of Gnats and Gnus, Series~1 تعریف خواهد کرد که باعث می‌شود ارجاع‌ها به jgg1 با متن یادشده جایگزین شوند.

## نمونه
نمونه‌ای از اطلاعات داخل یک پروندهٔ بیب‌تک:
```
@article
{
Gettys90
,

   
author
 
=
 
{Jim Gettys and Phil Karlton and Scott McGregor}
,

   
title
 
=
 
{The {X} Window System, Version 11}
,

   
journal
 
=
 
{Software Practice and Experience}
,

   
volume
 
=
 
{20}
,

   
number
 
=
 
{S2}
,

   
year
 
=
 
{1990}
,

   
abstract
 
=
 
{A technical overview of the X11 functionality.  This is an update

of the X10 TOG paper by Scheifler \& Gettys.}

}

```

## واژه‌نامه
1. ↑  Oren Patashnik
2. ↑   Leslie Lamport